# Лавров Павло Арсентійович
Павло Арсентійович Лавров (12 липня 1903, село Радівці — 1 червня 1973, Київ) — український історик. Дослідник історії України початку XX століття. Доктор історичних наук (1957). Професор (1958). Почесний член Хмельницького обласного історико-краєзнавчого товариства (1964).

## Біографія
У 1923–1924 роках навчався в Кам'янець-Подільській радпартшколі. У 1924–1926 роках був секретарем сільського осередку у селі Зяньківці, завідувачем відділу пропаганди Деражнянського райкому ЛКСМУ. У 1926–1927 роках навчався на робітничому факультеті Кам'янець-Подільського сільськогосподарського інституту, у 1927–1928 роках — на робітничому факультеті Київського інституту народної освіти, у 1929–1933 роках — на факультеті соціально-економічних відносин Київського інституту професійної освіти. У 1933–1938 роках був аспірантом кафедри історії України Київського державного університету. Одночасно у 1934–1938 роках працював викладачем, старшим викладачем, у 1939–1941 роках — деканом історичного факультету, завідувачем кафедри історії УРСР Київського державного університету. 1939 року захистив кандидатську дисертацію «Селянський рух на Поділлі під проводом Устима Кармелюка». У 1941–1946 роках перебував у лавах Червоної Армії, був викладачем соціально-економічного циклу у військових навчальних закладах. У 1946–1949 роках — доцент, у 1949–1973 роках — завідувач кафедри історії України Київського державного університету. У 1946–1947 роках — старший науковий співробітник, у 1947–1951 роках — завідувач відділу історії радянського періоду Інституту історії України АН УРСР (за сумісництвом). 1956 року захистив докторську дисертацію «Робітничий рух в Україні в роки нового революційного піднесення (1910–1914)».
Нагороджений двома орденами «Знак Пошани», медалями.

## Праці
Автор понад 150 наукових праць з історії робітничого класу, селянства, більшовицьких організацій в Україні. Серед них:
- Селянський рух у Подільській губернії в першій третині XIX століття // Наукові записки Київського державного університету. — Т. 5. — Випуск 1. — К., 1946. — С. 131—186.
- Рабочее движение на Украине в период нового революционного подъема. — К., 1966.
- Украинская советская историография о рабочем движении на Украине в 1912–1914 гг. — Москва, 1962.
- Рабочее движение на Украине в 1913–1914 гг. — К., 1957.